# Catherine Clarke Fenselau
Catherine Clarke Fenselau (15 avril 1939) est une scientifique américaine. Elle est reconnue comme l'une des meilleures dans le domaine de la chimie bioanalytique grâce à son utilisation du spectromètre de masse pour étudier les molécules biologiques.

## Biographie
Catherine Lee Clarke naît le 15 avril 1939 à York dans le Nebraska,. Elle obtient un baccalauréat en chimie du Bryn Mawr College en 1961.
Elle obtient un Ph.D. en chimie organique en 1965 à l'université Stanford, sous la supervision de Carl Djerassi. Le laboratoire de Djerassi a recours aux collisions d'électrons sur les molécules pour étudier les mécanismes atomiques simples. Fenselau utilise l'un des appareils pour étiqueter les molécules d'acides aminés, d'alcools, d'esters et d'amides. L'application de la spectrométrie de masse à des molécules organiques constitue un nouveau domaine chimique qui intéresse l'industrie pharmaceutique.
Les deux années suivantes, elle complète une thèse post-doctorale. En 1965-1966, elle profite d'une bourse de l'Association américaine des femmes diplômées des universités pour travailler à l'université de Californie à Berkeley sous la supervision de Melvin Calvin. En 1967, elle travaille au NASA Space Sciences Laboratory avec Melvin Calvin et A. L. Burlingame. Le laboratoire de Calvin met au point des techniques pour étudier les roches provenant de la Lune. Fenselau décrit une méthode analytique pour préparer des échantillons liquides des roches avant que celles-ci ne soient rapportées sur Terre.
En 1968, elle rejoint la Johns Hopkins School of Medicine, une école de médecine, où elle est la première scientifique américaine à suivre une formation sur la spectrométrie de masse,,.
Par la suite, elle se spécialise dans les applications médicales en ayant recours au spectromètre de masse.
Elle a épousé Allan H. Fenselau avec qui elle a eu deux fils, Thomas et Andrew, puis Robert J. Cotter (en).